# جامع صهيب بن سنان
جامع صهيب من سنان من مساجد كركوك القديمة التاريخية في العراق، وشيد وبني الجامع عام1251 هـ/1835م، وجدد بناء المسجد على النسق الحديث عام 1420 هـ/1999م، من قبل الحاج (حبيب بن الحاج سعيد القطاني)، ويحتوي على لوحة أثرية تاريخية يعود تاريخها إلى عام 1251 هـ/1835م، كتب عليها (طاقاتالي حاج حسين جامعي).
ومن العلماء والخطباء الذين تولوا منصب الإمامة والخطابة في الجامع الملا رضا، ثم الشيخ عبد الجبار النقشبندي، ثم يوسف الطالباني، وتلاه الشيخ ناظم، وحالياً الشيخ أركان قاسم يتولى منصب الإمامة فيه، وتقام في الجامع صلاة الجمعة وصلاة العيدين والصلوات الخمس.